# 华夏幸福

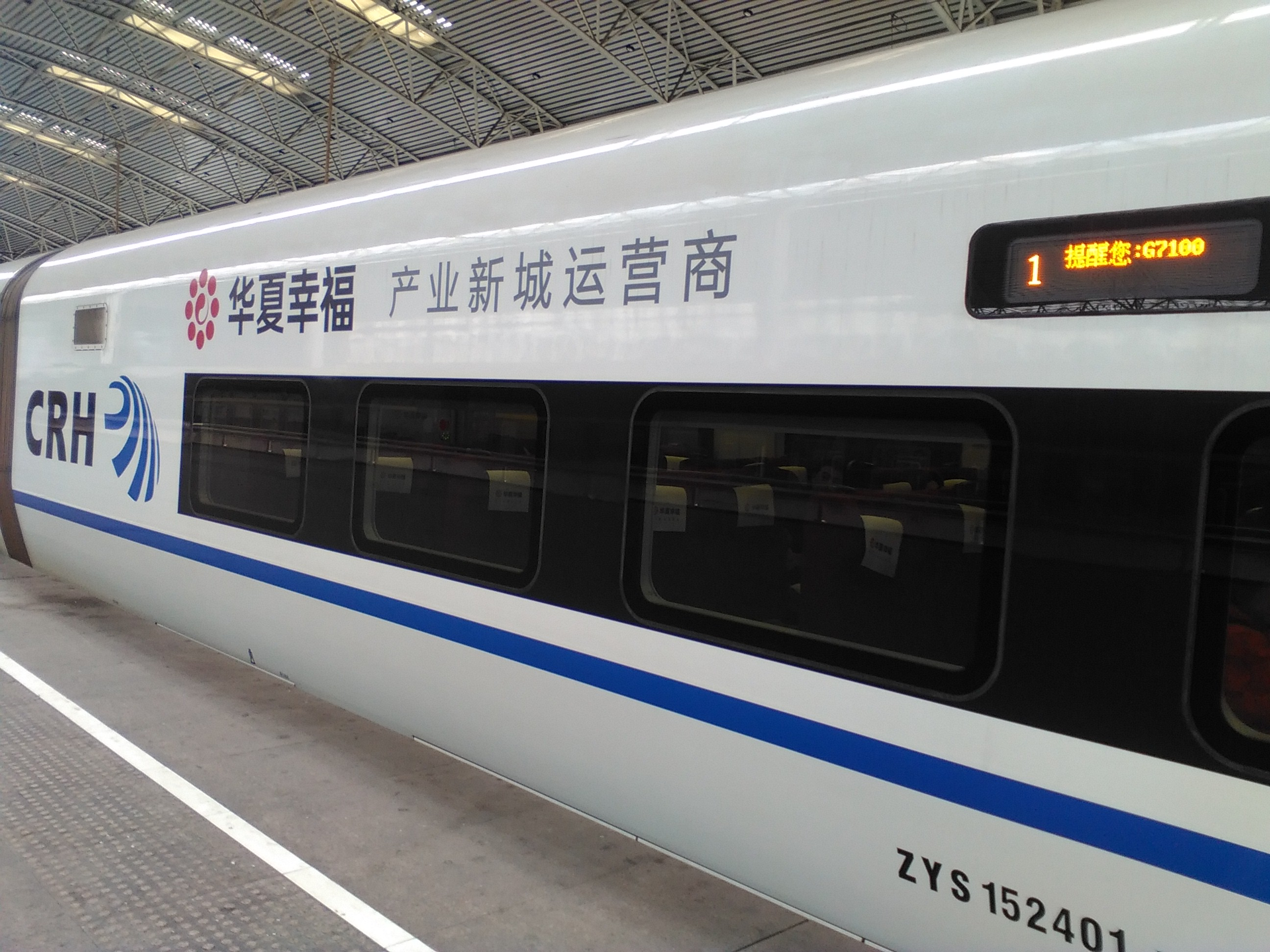
华夏幸福冠名的G7100次列车（2017年）

华夏幸福基业股份有限公司（英語：China Fortune Land Development Co., Ltd.；上交所：600340，简称：华夏幸福），是一家中国A股上市房地产开发公司，创立于1998年，是中国产业新城运营商。

## 历史
華夏幸福在1998年7月由王文学创建，主要集中在工业园区领域开发。2011年8月29日在A股上市，股票简称华夏幸福，股票代码600340。华夏幸福基业股份有限公司同时是沪深300成分股。2014年3月，华夏幸福在美国硅谷设立高科技孵化器。2015年1月，集团公司收购河北中基足球队，并正式更名为河北华夏幸福足球俱乐部。2015年7月，华夏幸福与法国可持续城市企业联盟(Vivapolis)签署合作协议，在可持续城市发展领域展开战略合作。2015年12月，华夏幸福与印度尼西亚共和国PT Alam Sutera Realty Tbk公司签署备忘录，合作开发位于印度尼西亚万丹省唐格朗市的目标区域，产业新城实现首次“出海”。2016年6月，华夏幸福国际总部在新加坡正式开业。
2018年7月10日，華夏幸福控股股東華夏幸福基業控股以每股23.655元人民幤，向平安資產管理，轉讓其所持的華夏幸福約5.82億股份，相當於19.88%股份，轉讓價格為137.7億人民幣，轉讓後平安資產管理將成為其第二大股東，華夏幸福基業控股仍持有41.97%股份，維持第一大股東地位。2018年9月，中国平安保险（集团）股份有限公司与华夏幸福基业股份有限公司签署战略合作协议，双方将成为战略协同企业，在产业新城、综合金融服务和新兴实业协同发展等领域加强合作。
2019年1月31日，平安資產管理以每股24.597元斥資42.03億人民幣增持的華夏幸福約1.7億股份，佔總股本的5.69%，持股量上升至25.25%，華夏幸福基業控股持股比率下降36.29%，維持第一大股東地位。
截至2019年6月底，公司资产规模超4500亿元。
2021年2月1日晚間，華夏幸福首度對債務問題進行披露、公告，發生債務逾期涉及的本息金額達人民幣52.55億元。截至1月31日，公司可動用資金僅人民幣8億元，目前正在與逾期涉及的金融機構積極協調展期相關事宜。有消息稱，當日上午，華夏幸福以線上線下連線方式在北京、廊坊、上海、深圳等6地同時召開金融機構債權人委員會第一次會議。華夏幸福董事長王文學在1日的債務協調會上表示，華夏幸福今年到期債務將達人民幣上千億元，以公司現有帳面資金將無力償債。9月，確認債務共計達2192億人民幣。
截至2024年7月31日，華夏幸福的債務重組計劃，已通過簽約等方式實現債務重組的金額累計約為人民幣1,900.29億元，包含公司及下屬子公司發行的境內公司債券371.3億元債券重組，以及境外間接全資子公司發行的49.6億美元，折合335.32億元人民幣債券重組。相應減免債務利息、豁免罰息金額共計199.67億元。
公司披露，目前已啟動四批現金兌付安排，預計四批現金兌付金額合計約為55.44億元。